# Olga Nyikolajevna Rubcova
Olga Nyikolajevna Rubcova (oroszul: О́льга Никола́евна Рубцо́ва, az angol szakirodalomban: Rubtsova, a német szakirodalomban: Rubzowa), (Moszkva, 1909. augusztus 20. – Moszkva, 1994. december 13.) szovjet női sakkozó, a negyedik női sakkvilágbajnok (1956–1958), az első női sakkolimpia aranyérmese, az első női levelezési sakkvilágbajnok, kétszeres női levelezési sakkolimpiai bajnok, az első női levelezési sakkcsapat világbajnokságon győztes szovjet csapat tagja, a Szovjetunió ötszörös női sakkbajnoka, nemzetközi sakk versenybíró, sakkszakíró.
A sakk történetében az egyetlen személy, aki mind a tábla mellett, mind a levelezési sakkban egyéni világbajnoki címet szerzett. Emellett mind a hagyományos, tábla melletti sakkban, mind a levelezési sakkban a szovjet csapat tagjaként olimpiai bajnoki címet is nyert.
Női nemzetközi mester 1950-től, nemzetközi mester 1956-tól, női nemzetközi nagymester 1976-tól. Levelezési sakkban 1972-től nemzetközi levelezési mester, 1975-től női nemzetközi levelezési mester.
2015-ben a World Chess Hall of Fame (Sakkhírességek csarnoka) tagjai közé választották.

## Élete és családja
Már gyerekkorában megtanult sakkozni apjától, Nyikolaj Rubcov (1882–1962) állami díjas professzortól, aki maga is neves sakkozó volt, versenyen Aljechinnal is játszott.
1936-ban mérnöki címet szerzett a Bauman Műszaki Főiskolán.
Első férje Iszaak Mazel (1911–1945) sakkmester volt, aki 1941/42-ben Moszkva bajnoka lett, majd a második világháború végén hadnagyként szolgálva 33 éves korában, 1945-ben Taskentben meghalt. Későbbi férje Abram Poljak (1902–1996) szovjet sakkmester és edző volt. Lányuk Jelena Fatalibekova (Rubcova) szintén erős sakkozó lett, női nemzetközi nagymester, aki a Szovjetunió junior bajnoka, majd 1974-ben felnőtt női bajnoka volt, később kétszeres szenior Európa-bajnok és háromszoros szenior világbajnok lett.

## Sakkpályafutása
17 évesen, 1926-ban megnyerte a Komszomolszkaja Pravda által szervezett tömegsakkversenyt.
1927-ben, 18 éves korában megnyerte a Szovjetunió első női sakkbajnokságát. 1927–1967 között, 40 év alatt 20 alkalommal játszott a bajnoki döntőben, négy alkalommal végzett az első helyen (1927, 1931, 1937, 1949), ezen kívül 1935-ben az országos bajnoki címért vívott mérkőzésen 7–2 (+6=2-1) arányban legyőzte Szemjonovát. Négy alkalommal végzett a harmadik helyen (1936, 1948, 1952, 1954) és 1945-ben a 3–4. helyet szerezte meg. 1965-ben ő és a lánya is a szovjet női sakkbajnokság döntőjének résztvevője volt. Három alkalommal volt Moszkva bajnoka (1947, 1950 és 1953/54).
1956–1958 között ő volt a sakkozás történetének negyedik női világbajnoka.
1957-ben az első női sakkolimpián győztes szovjet válogatott első táblásaként szerepelt.
1950-ben lett női nemzetközi mester. 1956-ban a női világbajnoki címhez a Nemzetközi Sakkszövetség a nemzetközi mesteri címet adományozta neki. 1976-ban kapta meg a női nemzetközi nagymester fokozatot.
1964-től nemzetközi versenybíróként is működött.

### Levelezési sakkpályafutása
1968–1972 között ő volt a levelezési sakkozás első női világbajnoka. Az 1972–1977 között zajló 2. női levelezési sakkvilágbajnokságon az 1–2. helyen végzett, de a holtverseny eldöntése nem neki kedvezett. Az 1978–1984 között zajló 3. női levelezési sakkvilágbajnokságon az 5. helyet szerezte meg (ekkor már 75 éves volt). Utoljára 83 éves korában jutott be a levelezési sakkvilágbajnokság döntőjébe, ahol a 11. helyezést érte el.
Tagja volt az 1969–1979 között zajló első levelezési sakkcsapat világbajnokságon győztes szovjet válogatottnak.
Első táblásként tagja volt az 1974–1979 között zajló 1., és az 1980–1986 között zajló 2. női levelezési sakkolimpián győztes szovjet válogatottnak.
1972-ben nemzetközi levelezési mesteri, 1975-ben női nemzetközi levelezési mester címet szerzett.

## Világbajnoki mérkőzései
A Vera Menchik halála miatt megüresedett női világbajnoki címért kiírt versenyen 1949/50-ben a világbajnoki címet megszerző Ljudmila Rudenko mögött a 2. helyet szerezte meg.
Az 1952-es világbajnokjelölti versenyen csak 8. lett, de a következő világbajnoki ciklusban, az 1955-ös versenyt már megnyerve jogot szerzett arra, hogy a világbajnoki címért mérkőzhessen.
Az 1955–56-os világbajnoki ciklusban a FIDE úgy döntött, hogy a világbajnoki címért hárman mérkőzzenek meg: a címvédő, az előző világbajnoki döntő vesztese, valamint a világbajnokjelölti verseny győztese. Ennek megfelelően 1956-ban hárman küzdöttek a női világbajnoki címért: Jelizaveta Bikova, Ljudmila Rudenko, valamint Olga Rubcova. A hármas körmérkőzésen nyolc-nyolc mérkőzést vívtak egymással, amelyet végül Olga Rubcova nyert meg, ezzel ő lett a sakkozás negyedik világbajnoka.
A világbajnoki címet elvesztő versenyzőnek ebben az időszakban lehetősége volt arra, hogy visszavágót kérjen. Erre 1958-ban került sor. A 6. játszma után még Rubcova vezetett 4–2 arányban, azonban ekkor Bikova hat egymás utáni győzelmet szerzett, és meggyőző fölénnyel 8,5–5,5 arányban (+7=3-4) győzött, ezzel visszahódította a női világbajnoki címet.
1959-ben is bejutott a világbajnokjelöltek versenyére, de csak a 9. helyet szerezte meg.
Utoljára 1971-ben jutott be a világbajnokjelöltek zónaközi döntőjébe, ahol a 10. helyezést érte el.

## Emlékezete
- Születésének 100. évfordulójára emlékversenyt rendeztek, amelyet lánya, Jelena Fatalibekova nyert meg.[27]
- Emlékének tiszteletére 2006–2008 között nemzetközi levelezési sakkemlékversenyt rendeztek, olyan erős mezőnnyel, amely női nemzetközi levelezési nagymesteri norma teljesítését is lehetővé tette.[28] Ez volt eddig minden idők legerősebb női nemzetközi levelezési versenye.[29]
- 2015-ben a World Chess Hall of Fame tagjai közé választották.[3]

## Megjelent művei
- Творчество советских шахматисток. (сост. Рубцова, Чудова) — М.: ФиС, 1963. — 200 с.: ил.